# Villaverde de Rioja
Villaverde de Rioja is een gemeente in de Spaanse provincie en regio La Rioja met een oppervlakte van 5,87 km². Villaverde de Rioja telt 57 inwoners (1 januari 2016).

## Demografische ontwikkeling
Bron: INE, 1857-2011: volkstellingen